# Collins Etebu
Collins Etebu (* 22. April 1970 in Port Harcourt) ist ein ehemaliger nigerianischer Fußballspieler. 

## Werdegang
Der Stürmer spielte bei der SG Egelsbach und wechselte 1994 zum SV Darmstadt 98.
In der Saison 1995/96 gelang ihm mit dem VfB Oldenburg der Aufstieg in die 2. Fußball-Bundesliga. Für die Niedersachsen bestritt Etebu 1996/97 20 Zweitligaspiele, in denen er drei Tore erzielte. Im Dezember 1999 wechselte er aus Oldenburg zum 1. SC Norderstedt, für den Etebu bis Saisonende 1999/2000 spielte.